# Felisbelo da Silva
Felisbelo da Silva também é conhecido como Belinho  (Propriá, 1 de novembro de 1929) é advogado, escritor, prosador, pensador, poeta e compositor. É autor de mais de 1.000 mil obras e mais de 200 duzentas músicas e foi um dos candidatos à Academia Brasileira de Letras, concorreu a cadeira n. 10, que pertenceu ao Lêdo Ivo.

## Biografia
Felisbelo da Silva, nasceu em 1 de novembro de 1929, em Propriá, Sergipe. Filho de José Antônio da Silva e Hurçulina Silva. Já morou em São Paulo e é radicado em Salvador, Bahia.
É membro da União Brasileira de Compositores (UBC). Compositor da canção "Placa de Venda", disco de ouro à música tem inúmeras gravações feitas por cantores e duplas, obteve milhares de cópias vendidas. É autor de mais de 1.000 livro e compositor de mais de 200 duzentas músicas. Foi candidato a cadeira n.10 da Academia Brasileira de Letras.

## Obras
- Roberto o anormal- Editora L. Oren, 1978;
- Julgados Cíveis - Editora Nobel, SP, 1999;
- Como redigir petição, procurações, contratos, distratos, requerimentos e atestados - Editora Nobel, SP;
- Como advogar no Foro Cível - Editora Nobel, SP, 1992;
- Como advogar no Foro Criminal - Editora Nobel, SP;
- Guia prático para o advogado criminalista - Editora Nobel, SP, 2018;
- Dicionário jurídico e comercial - Editora Brasilivros, SP;
- Um livro para a vida - Editora L. Oren, SP;
- O justiceiro do sertão - Edição Própria;
- Preces de amor - Edição Própria;

## Músicas
- A garrafa de molho, 1985;
- A minha vida nunca foi tão boa, 1992;
- Aquela rua aquele bar, 1985;
- Boiadeiro goiano, 1960;
- Bravo jangadeiro, 1975
- Carnaval de lembranças, 1979;
- Ciúmes demais, (????);
- Coceira nos olhos, 1986;
- Coisas gostosa, (????);
- Comadre Zefa, 1981;
- Comeu e não gostou, 1983;
- Direitos iguais, 1996;
- E assim gera o amor, 1996;
- É você que estou chamando, 1981;
- Em louvor a São João, 1981;
- Eu estou lhe esperando, 1981;
- Guada-roupa revirado, 1985,
- Hino à primavera, 1968;
- Isso não são modos, 1985;
- Mariazinha,1981;
- Meu boi, 1974;
- Minha Paixão 1974;
- Placa de venda, 2003;